# Liriomyza sativae
Liriomyza sativae este o specie de muște din genul Liriomyza, familia Agromyzidae, descrisă de Blanchard în anul 1938. Conform Catalogue of Life specia Liriomyza sativae nu are subspecii cunoscute.